# TurboGrafx-16
TurboGrafx-16, conhecido no Japão como PC Engine (PCエンジン, Pī Shī Enjin), é um console de videogame lançado em 1987 pela NEC e Hudson Soft.
Após seu lançamento no Japão e sua aceitação nesse país, foi lançado em 1989 nos Estados Unidos batizado de Turbo Grafx-16. Apesar do TG-16 ser mais potente que seus concorrentes atuais (Master System e NES) teve pouca aceitação do público americano.
Embora seja considerado um console de 16 bits, seu CPU principal é de 8 bits e sua PPU (Picture Processing Unit - responsável pelos gráficos) é que é de 16 bits. Os jogos eram distribuídos em cartões de memória chamados de HuCard (ou TurboChip nos EUA) e eram praticamente do mesmo tamanho de uma cartão de crédito.
O PC Engine foi também o primeiro console a utilizar um leitor de CD-ROM. Possibilitado por um acessório era vendido separadamente, lançado como PC-Engine CD-ROM² no Japão em abril de 1988 e TurboGrafx-CD nos EUA, proporcionava músicas digitais, vozes e animações de melhor qualidade.
O último upgrade lançado para o PC Engine foi o Arcade Card, um cartão de memória que aumentava a memória RAM e permitia a leitura de jogos mais complexos. Esse cartão foi utilizado principalmente em conversões de jogos do Neo Geo (Art of Fighting e Fatal Fury Special).

## Versões

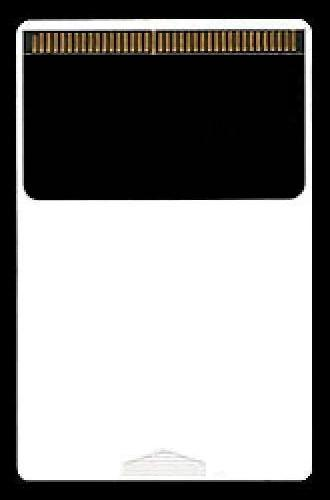
HuCard

A NEC lançou diversas versões do PC Engine. Entre elas estão o Core Grafx, Core Grafx II, PC Engine Shuttle e o PC Engine LT. O PC Engine LT, do mesmo tamanho do Core Grafx, acompanha uma tela de cristal liquído acoplada no próprio console, permitindo até mesmo que o CD-ROM fosse encaixado nele.
Em 1989 a NEC lançou no Japão o SuperGrafx, um versão remodelada do PC-Engine. O Super Grafx, além de rodar todos os jogos do PC Engine, rodava jogos feitos exclusivamente para ele. Porém, somente 5 jogos foram lançados (1941: Counter Attack, Aldynes, Battle Ace, Ghouls'n Ghosts e Madō King Granzort).
O PC Engine Duo foi lançado entre 1990 e 1991. Mais compacto e moderno, o PC Engine Duo reunia o PC Engine e o leitor de CD-ROM em um único console e contava com mais memória. Essa memória extra também poderia ser utilizada nos consoles mais antigos utilizando o cartão System Card 2.0 ou 3.0.
Em 1992, a NEC juntou forças com a Hudson Soft para criação de uma nova empresa chamada Turbo Technologies Inc. (TTI). Essa empresa lançou o TurboDuo, baseado no PC-Engine Duo. O TurboDuo vinha com tudo de mais avançado que a NEC havia produzido até o momento. Memória extra (System Card 3.0) e CD-ROM como parte do aparelho. Porém com o lançamento do Super Nintendo as vendas o TurboDuo não foram boas.
A TTI decidiu parar a fabricação do Duo antes mesmo de lançar no mercado americano as novidades que a NEC havia lançado no Japão como o Arcade Card. Os jogos fabricados para o PC-Engine/Duo poderiam ser utilizados no Turbo Grafx-16/Duo utilizando um adaptador.
Antes do lançamento do seu último console, PC-FX, a NEC manteve vivo por mais algum tempo o PC Engine com os lançamentos do PC Engine Duo-R entre 1992 e 1993 e o PC Engine Duo-RX em 1993 (este último acompanhava 1 controle de 6 botões).
No Brasil tanto o Turbo Grafx-16 quanto o TurboDuo não foram lançados oficialmente. Vários jogos do PC Engine/TurboGrafx-16 estão disponíveis para download no Virtual Console, serviço de download da Nintendo.
- PC Engine Duo
- PC Engine Duo RX
- PC Engine LT
- TurboExpress

## Acessórios
O CD-ROM² (TurboGrafx-CD nos Estados Unidos) foi um acessório lançado em 4 de dezembro de 1988 no Japão e em novembro de 1989 nos Estados Unidos, permitia rodar jogos do console em CD-ROM, sendo o primeiro console a permitir o recurso, foi vendido pelo preço de US$ 399,00.
Em 1991 foi lançado o Super CD-ROM² no Japão, um novo acessório que além de permitir leitura de CD-ROMs também aumentava a memória RAM de 64kB para 256kB, posteriormente o acessório foi lançado junto com o console em um único aparelho, o PC-Engine-Duo. O próprio acessório também recebeu um outro acessório chamado Arcade Card, que aumentava a memória RAM para 2MB.
- PC-Engine CoreGrafx CD-ROM²
- TurboGrafx-16 CD-ROM²
- SuperGrafx Super-CD-ROM²
- PC Engine Super-CD-ROM²

## Especificações Técnicas
|                                  |         | HuC6280 |
| Frequência de clock: 7,15909 Mhz | Lisura: |         |
| Barramento: 8 bits               |         |         |
| * Duas CPUS iguais.              |         |         |

| * Resolução: 256×239 e 565×242 - Paleta de Cores: Total de 512 com 482 simultâneas - Número de Sprites 64 - Tamanho de Sprite 16 x 16 |

| Canais de áudio: 6 |

|                    |  |  |
| Capacidade normal: |  |  |